# Сінда
Сі́нда (рос. Синда) — селище у складі Нанайського району Хабаровського краю, Росія. Адміністративний центр Сіндинського сільського поселення.

## Населення
Населення — 868 осіб (2010; 972 у 2002).
Національний склад (станом на 2002 рік):
- росіяни — 52 %
- нанайці — 41 %